# Caviar de Kalix
Le caviar de Kalix est une spécialité culinaire suédoise de l'archipel de la baie de Botnie, Kalix étant une ville de cette baie.

## Description
Il s'agit d'œufs de Corégone blanc, dont le goût est transformé par la grande quantité d'eau douce présente dans cette baie.
L'Union européenne a accordé une appellation d'origine protégée à ce produit,,.